# Castillo de Bamburgh
El castillo de Bamburgh es un imponente fortaleza medieval localizado en la costa de Bamburgh en el condado de Northumberland, Inglaterra. Es un edificio con protección de grado I. Se encuentra cerca de otros castillos coetáneos como el castillo de Dunstanburgh (10 km al sur) y el castillo de Lindisfarne (15 km al norte).
La zona fue conocida como Din Guarie por los britones y fue la capital de reino británico de Bernicia desde su fundación en 420 hasta el año 547. Tras cambiar de manos de britones y anglosajones en varias ocasiones, estos últimos consiguieron su control en 590. La fortaleza fue destruida por los vikingos en 993 y los normandos construyeron un nuevo castillo en el lugar, conformando el núcleo del actual. La monarquía inglesa tomó posesión de la fortaleza en 1095 tras la revuelta del señor del castillo.
En el siglo XVII, las dificultades financieras llevaron al deterioro del castillo, aunque finalmente fue restaurado por diversos propietarios en los siguientes siglos. Finalmente, fue comprado en época victoriana por el empresario William Armstrong, quien completó la restauración. El castillo actualmente pertenece a la familia Armstrong y está abierto al público.

## Historia

### Medievo
Construido en un saliente de basalto, el castillo era conocido por los nativos britanos como Din Guarie y fue la capital de reino britano de Bernicia desde su fundación en 420 hasta el año 547, el año de la primera referencia escrita sobre el castillo. En ese año la ciudadela fue capturada por el gobernante anglosajón Ida de Bernicia y se convirtió en su sede.
Fue brevemente recuperado por los bretones a su hijo Hussa durante la guerra del 590 antes de ser relevado posteriormente ese mismo año. Su nieto Æðelfriþ se lo pasó a su mujer Bebba, de quien el nombre inicial, Bebbanburgh, deriva. Los vikingos destruyeron la fortaleza original en 993.
Los normandos construyeron un nuevo castillo en el mismo sitio que el anterior, que constituye el núcleo del actual. Guillermo II lo sitió sin éxito en 1095 durante una revuelta apoyada por su propietario, Robert de Mowbray, conde de Northumberland. Después de que Robert fuera capturado, su mujer continuó la defensa hasta que la obligaron a renunciar por la amenaza del Rey de cegar a su marido.
Entonces Bamburgh pasó a ser propiedad de la monarquía inglesa. Enrique II construyó la torre del Homenaje. Tras el Sitio de Acre en 1191, como recompensa a su servicio, el rey Ricardo I nombró a John Forster como primer gobernador del castillo de Bamburgh. Como puesto avanzado inglés, el castillo sufrió numerosos ataques por parte de Escocia, aunque tras la derrota de estos en la Batalla de Neville's Cross, el rey David II de Escocia fue hecho prisionero en la fortaleza.
Durante las guerras civiles a finales del reinado del monarca Juan I, el castillo estuvo bajo el control de Philip of Oldcoates. En 1464, durante la Guerra de las Dos Rosas, se convirtió en el primer castillo en Inglaterra en ser atacado con artillería, tras nueve meses de asedio por parte de Ricardo Neville, XVI conde de Warwick.

### Edad Moderna
La familia Forster de Northumberland dio a la corona uno exitosos gobiernos del castillo durante unos 400 años hasta que la Corona le dio la propiedad del castillo a John Forster a mediados del siglo XV, tras la Disolución de los monasterios. La familia retuvo la propiedad del castillo hasta que William Forster en 1700 fue declarado en bancarrota, y sus propiedades, incluido el castillo, fueron vendidas a Nathaniel Crew, Obispo de Durham (marido de su hermana Dorothy); tras una Ley del Parlamento para saldar las deudas en 1704.
Crew dejó el castillo en manos de una comisión de administradores comandada por Thomas Sharp, archidiácono de Northumberland. Tras su fallecimiento, el liderazgo pasó a John Sharp, su hijo, quien remodeló el torreón del castillo y las habitaciones y estableció un hospital en el lugar. El castillo se deterioró pero fue restaurado por varios propietarios durante los siglos XVIII y XIX. En 1894, la fortaleza fue finalmente comprada por el industrial victoriano William Armstrong, quien completó la restauración.
Durante la Segunda Guerra Mundial, se establecieron fortines en las dunas para proteger al castillo y su entorno de la invasión alemana y, en 1944, el castillo dio nombre a una corbeta de la Marina Real HMS Castillo de Bamborough. La propiedad la sigue ostentando la familia de Armstrong. Tras la guerra, el castillo pasó a tener protección de grado I.

## Arqueología
Las excavaciones arqueológicas comenzaron en la década de 1960 por Brian Hope-Taylor, quien descubrió una placa de oro conocida como la Bestia de Bamburgh así como la Espada de Bamburgh. Desde 1996, la Bamburgh Research Project ha investigado la arqueología y la historia de la zona del castillo. El proyecto se ha centrado en la fortaleza y en cementerios de época medieval temprana en Bowl Hole, al sur del castillo.
Durante las excavaciones en Bowl Hole entre 1998 y 2007, aparecieron restos de 110 individuos de los siglos VII y VIII en el cementerio. Finalmente, en 2016 se trasladaron a la cripta de la iglesia de San Aidan en Bamburgh; actualmente visitable.

## Museo Amstrong y de Aviación
Las habitaciones del cuarto de lavado del castillo albergan el Museo Amstrong y de Aviación, centrado en la figura del empresario victoriano William Armstrong y Armstrong Whitworth, la empresa que fundó. Se exhiben motores, artillería, armas y piezas de aviación de las dos guerras mundiales.